# Grenada ai Giochi della XXXIII Olimpiade
Grenada ha partecipato ai Giochi della XXXIII Olimpiade, svoltisi a Parigi dal 26 luglio all'11 agosto 2024, con una delegazione di 6 atleti, 4 uomini e 2 donne, in 2 discipline.

## Medagliere

### Medaglie
| Medaglia | Nome            | Sport            | Evento                          |
| -------- | --------------- | ---------------- | ------------------------------- |
| Bronzo   | Lindon Victor   | Atletica leggera | Decathlon                       |
| Bronzo   | Anderson Peters | Atletica leggera | Lancio del giavellotto maschile |

## Delegazione
| Sport            | Uomini | Donne | Totale |
| ---------------- | ------ | ----- | ------ |
| Atletica leggera | 3      | 1     | 4      |
| Nuoto            | 1      | 1     | 2      |
| Totale           | 4      | 2     | 6      |